# Воробьёв, Владимир Александрович (учёный)
Владимир Александрович Воробьёв (род. 1936) — советский и российский учёный, доктор технических наук, профессор. Член-корреспондент РААСН.

## Биография
Родился 23 июля 1936 года в семье учёных — Воробьёва Александра Акимовича и Завадовской Екатерины Константиновны.
В 1954 году окончил томскую среднюю школу № 8 и поступил на физико-технический факультет Томского политехнического института. По окончании вуза был распределён на должность инженера в НИИ Ядерной физики. В 1963 году поступил на обучение в аспирантуру, к защите диссертации был представлен уже через два года. Работал в ТПИ. Член КПСС с 1961 по 1988 год.
В 1972 году Воробьёв был приглашен в Самарский инженерно-строительный институт (ныне  Самарский государственный архитектурно-строительный университет), где создал кафедру испытания сооружений и автоматизации производственных процессов, которой заведовал до избрания в 1975 году по конкурсу заведующим кафедрой автоматизации производственных процессов Московского автомобильно-дорожного института (ныне Московский автомобильно-дорожный государственный технический университет.
Читал лекции во многих учебных заведениях СССР: в Тбилиси, Киеве, Ташкенте. После 1990 года читал лекции в нескольких технических университетах Европы.
По материалам выполняемых исследований и разработок В. А. Воробьёвым опубликовано в соавторстве с коллегами более 30 монографий и учебных пособий, более 500 статей, получено 136 авторских свидетельств и патентов. Подготовил 19 докторов и 136 кандидатов технических наук.

## Заслуги
- Член-корреспондент Российской академии архитектуры и строительных наук (1996), академик ряда международных и российских академий.
- Почетный работник высшего образования, Заслуженный деятель науки и техники РФ, Заслуженный изобретатель РФ, Заслуженный инженер России, Почетный работник РАО нефтегазового строительства «Роснефтегазстрой».
- В 2000 году был избран почетным профессором СГАСУ.
- Награждён медалями ВДНХ СССР (золотых 3, серебряных 3, бронзовых 4).[3]

### Семья
Жена — Оксана Николаевна Каледина, медик по образованию (авиационная и космическая медицина); второе высшее образование у неё инженер-приборостроитель по специальности «Измерительная техника и приборы». У Воробьёва и жены имеются дети от предыдущих браков и общая дочь Анна.
Старший сын Константин (род. 1957 в Томске), кандидат технических наук. Старшая дочь Юлия закончила МАДИ и имеет квалификацию инженера по автоматизации.